# Veromanga
Veromanga est une commune rurale malgache et un village situé dans la partie ouest de la région de Melaky dans le district de Maintirano.
La commune est principalement accessible par une route secondaire la reliant à Maintirano de 90km, mais elle n'est praticable que pendant la saison sèche car les automobiles et camions ne traversent le fleuve Manambaho que pendant l'hiver car il n'y a pas de pont. La région est donc plus ou moins isolée pendant la saison des pluies, où la seule voie de communication reste la voie maritime en passant par la ville de Tambohorano qui est située 30km à l'ouest de Veromanga.

## Géographie
Elle est située dans un bassin où la présence de plusieurs sources d'eau est propice à la riziculture.
Comme dans toute la région ouest de Madagascar, le climat y est semi-aride mais avec de fortes pluies pendant la saison des moussons.

## Économie
Les habitants locaux vivent principalement de l'agriculture qui est propice dans la région, ce sont surtout le riz et le maïs.
L'élevage bovin reste un secteur peu développé du fait de l'insécurité de la zone, et aussi à cause de l'isolement semi-annuelle.